# Qualificazioni alla Coppa COSAFA 1999
Sono elencate di seguito le date e i risultati per le qualificazioni alla Coppa COSAFA 1999.

## Formula
10 membri COSAFA: Zambia (come detentore del titolo) e Zimbabwe (come finalista dell'edizione precedente) sono qualificati direttamente alla fase finale. Rimangono 8 squadre per 6 posti disponibili per la fase finale: le qualificazioni si dividono in due turni.
- Primo Turno - 8 squadre, giocano partite di sola andata. Le vincenti si qualificano alla fase finale, le perdenti accedono al secondo turno.
- Secondo Turno - 4 squadre, giocano partite di sola andata. Le vincenti si qualificano alla fase finale.

## Primo Turno
| Arbitro: | Sesikwe |

|               |           |  |
| Ntsonyana 11’ | Marcatori |  |

Lesotho qualificato alla fase finale, Namibia accede al secondo turno.
| Arbitro: | Marange |

|               |           |                       |
| Selolwane 13’ | Marcatori | 36’ Ndlanya 39’ Phiri |

Sudafrica qualificato alla fase finale, Botswana accede al secondo turno.
| Arbitro: | Mochubela |

|                      |           |                                |
| Moises II 60’ (aut.) | Marcatori | 76’ Mendonça 79’ (aut.) Mabedi |

Angola qualificato alla fase finale, Malawi accede al secondo turno.
| Arbitro: | Moeketsi |

|                                             |           |                  |
| Nkambule 14’ (rig.) Nkambule 40’ Masina 74’ | Marcatori | 68’ (rig.) Tomas |

Swaziland qualificato alla fase finale, Mozambico accede al secondo turno.

## Secondo Turno
| Arbitro: | Shikapande |

|                    |                      |           |
| Tjihero 43’ (aut.) | Marcatori            | 1’ Uutoni |
|                    | Tiri di rigore 2 – 4 |           |

Namibia qualificato alla fase finale.
| Arbitro: | Gadaga |

|  |           |                       |
|  | Marcatori | 12’ Dario 44’ Arnaldo |

Mozambico qualificato alla fase finale.